# Scutari Medaille
De Scutari Medaille, ook "Ishkodra Medaille genoemd, werd in 1831 ingesteld.
Sultan Mahmut II (1808-1839) heeft de medaille ingesteld om de overwinning op de opstandige Albanese vazallen uit de dynastie van Mehmed Bushati te vieren.
Mahmut probeerde de teugels van het Ottomaanse Rijk weer in handen te nemen. Hij ontbond het machtig geworden korps van de Janitsaren de "pretorianen" van het Topkapi, en poogde de door vazallen geregeerde gebieden weer onder gezag van de regering in Constantinopel te brengen.
Deze campagnemedaille werd geslagen omdat de veldtocht tegen de Albanezen succesvol was. Nederlagen werden immers "vergeten". In 1831 werd de kleinzoon van de Albanese Bey, Moustafa Bushati, in de vesting, de Rosafat, van Scutari ingesloten en gevangengenomen. Dat bracht de Albanezen tot overgave.
De dankbare sultan stichtte een moskee, de Nusret moskee, aan de oever van de Bosporus en liet voor de veteranen van de veldtocht deze herinneringsmedaille in zeven graden slaan.
- De met grote roosgeslepen diamanten ingezette grote gouden medaille met een doorsnede van 29 millimeter.

Deze medaille droeg de sultan zelf.
- De met roosgeslepen diamanten ingezette grote gouden medaille met een doorsnede van 29 millimeter

Deze medaille was voor de Grootvizier en de ministers
- De grote gouden medaille met een doorsnede van 29 millimeter
- De grote zilveren medaille met een doorsnede van 29 millimeter
- De gouden medaille met een doorsnede van 25 millimeter
- De zilveren medaille met een doorsnede van 25 millimeter
- De bronzen medaille met een doorsnede van 25 millimeter.

Alle medailles dragen de tughra van de sultan op een zevenpuntige ster boven een halve maan met de inscriptie "Mahmud Khan, zoon van Abdulhamid, de steeds overwinnende", en "Medaille van de Glorie". Op de keerzijde staat de Nusret moskee afgebeeld boven het jaartal 1247.
Het lint was het standaard lint voor Osmaanse onderscheidingen; rood met een groene rand. De medaille werd doorboord om de ring ter bevestiging vast te kunnen maken.
Medailles en eretekens van het Ottomaanse Rijk

Chelengk · 
Orde van het Huis van Osman · 
Orde van het Verheven Portret · 
Orde van de Halve Maan · 
Orde van de Glorie · 
Orde van de Eer · 
Hoge Orde van de Eer · 
Orde van Osmanie · 
Orde van Mejidie · 
Orde van Liefdadigheid · 
Orde van Onderwijs · 
Orde van het Ottomaanse Parlement · 
Orde van Verdienste voor de Landbouw ·
Medaille van de Orde van de Eer · 
Liyakat Medaille · 
IJzeren Halve Maan · 
De lijst van 21 Turkse campagnemedailles

Medailles en ertetekens van de Turkse Republiek

Turkse Onafhankelijkheidsmedaille · 
Orde van Verdienste van de Turkse Strijdkrachten · 
Legioen van Aanbeveling van de Turkse Strijdkrachten · 
Legioen van Eer van de Turkse Strijdkrachten · 
Legioen van Verdienste van de Turkse Strijdkrachten · 
Medaille van Eer van de Turkse Strijdkrachten · 
Medaille van de Strijdkrachten voor Belangrijke Diensten · 
Medaille van de Strijdkrachten voor Opvallende Moed en Zelfopoffering · 
Medaille voor Eervolle Vermelding van de Turkse Strijdkrachten · 
Medaille voor Prestaties van de Turkse Strijdkrachten